# St. Paris (Ohio)
St. Paris es una villa ubicada en el condado de Champaign en el estado estadounidense de Ohio. En el Censo de 2010 tenía una población de 2089 habitantes y una densidad poblacional de 480,96 personas por km².

## Geografía
St. Paris se encuentra ubicada en las coordenadas 40°7′37″N 83°57′52″O / 40.12694, -83.96444. Según la Oficina del Censo de los Estados Unidos, St. Paris tiene una superficie total de 4.34 km², de la cual 4.34 km² corresponden a tierra firme y (0%) 0 km² es agua.

## Demografía
Según el censo de 2010, había 2089 personas residiendo en St. Paris. La densidad de población era de 480,96 hab./km². De los 2089 habitantes, St. Paris estaba compuesto por el 97.8% blancos, el 0.24% eran afroamericanos, el 0.14% eran amerindios, el 0.05% eran asiáticos, el 0.19% eran isleños del Pacífico, el 0.14% eran de otras razas y el 1.44% pertenecían a dos o más razas. Del total de la población el 0.53% eran hispanos o latinos de cualquier raza.